# Tinglev Sogn
Tinglev Sogn er et sogn i Aabenraa Provsti (Haderslev Stift).
Tinglev Sogn hørte til Slogs Herred i Tønder Amt. Tinglev sognekommune blev ved kommunalreformen i 1970 kernen i Tinglev Kommune, der ved strukturreformen i 2007 indgik i Aabenraa Kommune.
I Tinglev Sogn ligger Tinglev Kirke. Den har en lutheransk højaltertavle, der kan dateres til år 1575. Den er den eneste af sin slags i det sønderjyske område.
I sognet findes følgende autoriserede stednavne:
- Bajstrup (bebyggelse)
- Bajstrup Mark (bebyggelse)
- Broderup (bebyggelse, ejerlav)
- Broderup Mark (bebyggelse)
- Bølå (bebyggelse)
- Dybbøl Gårde (bebyggelse)
- Eggebæk (bebyggelse, ejerlav)
- Eggebæk Mark (bebyggelse)
- Gerrebæk (bebyggelse)
- Gårdeby (bebyggelse)
- Gårdeby Mark (bebyggelse)
- Hedegårde (bebyggelse)
- Klingbjerg (bebyggelse)
- Kravlund (bebyggelse, ejerlav)
- Kravlund Mark (bebyggelse)
- Lundbæk (bebyggelse)
- Nørrestrøm (vandareal)
- Olmersdiget (areal)
- Porså (vandareal)
- Rødebæk (bebyggelse)
- Skelbæk (bebyggelse)
- Sofiedal (bebyggelse, ejerlav)
- Stoltelund (bebyggelse, ejerlav)
- Terkelsbøl (bebyggelse, ejerlav)
- Terkelsbøl Mark (bebyggelse)
- Tinglev (stationsby)
- Tinglev Mark (bebyggelse)
- Vippel (bebyggelse)

## Afstemningsresultat
Folkeafstemningen ved Genforeningen i 1920 gav i Tinglev Sogn 448 stemmer for Danmark, 582 for Tyskland. Af vælgerne var 61 tilrejst fra Danmark, 124 fra Tyskland. 